# Cape Town City FC (1960)
El Cape Town City fue un equipo de fútbol de Sudáfrica que jugó en la National Football League, la desaparecida primera división nacional.

## Historia
Fue fundado en el año 1960 en la capital Ciudad del Cabo y la mejor época del club fueron los años 1970 donde fue campeón nacional en dos ocasiones, también fue campeón de la Copa NFL en tres ocasiones y ganó tres supercopas.
El club desapareció en 1977 cuando la National Football League fue disuelta.

## Palmarés
- NFL (2): 1973, 1976[2]
- Copa NFL (3): 1970, 1971, 1976[3]
- UTC Bowl (2): 1971, 1973
- Copa Campeón de Campeones (3): 1971, 1972, 1974

## Galería

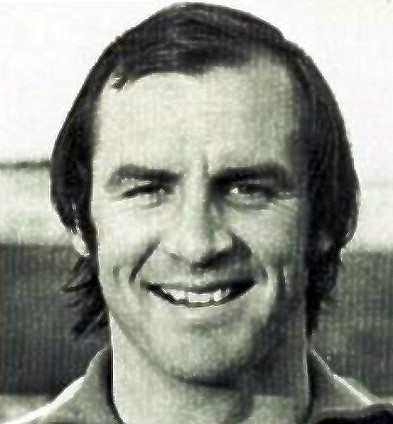
Ben Anderson.
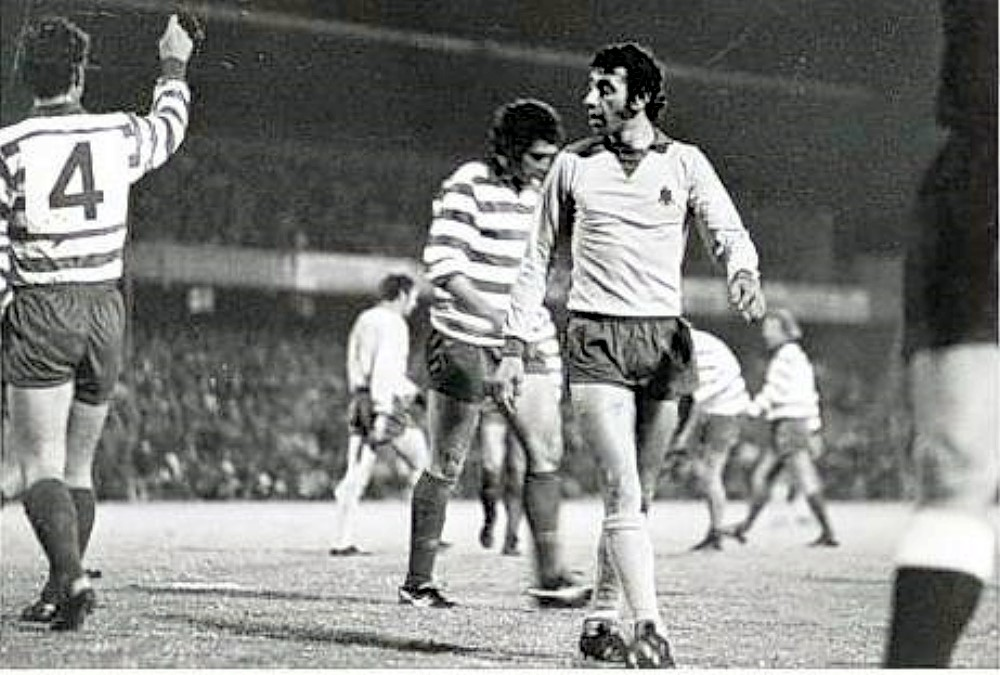
Frank 'Jingles' Pereira, v Durban City.
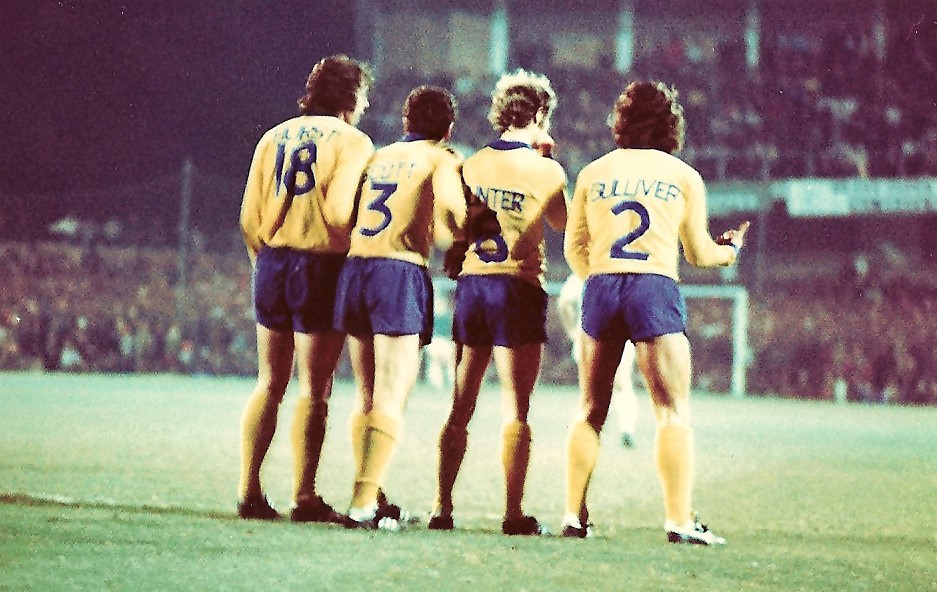
El Cape Town City con Geoff Hurst, Ken Scott, Willy Hunter y Terry Gulliver.
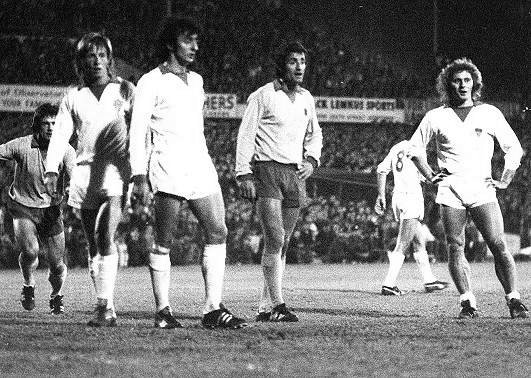
Cape Town City ante el Hellenic (de izquierda a derecha): Jim Forest, Eric Welsh, Wilf du Bruin, Frank McClintock y Arno Steffenhagen.
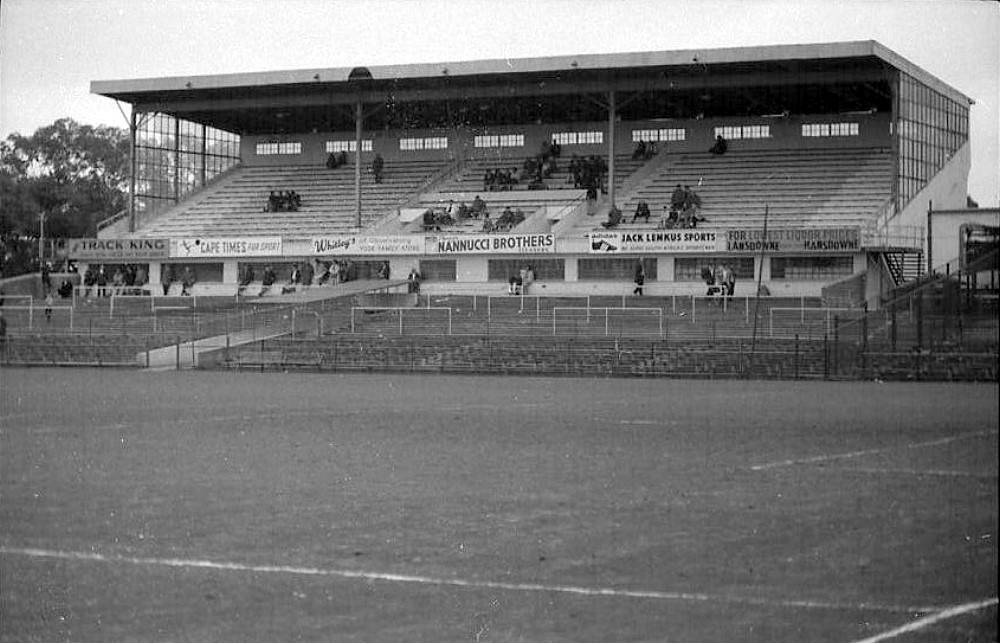
El Grandstand, Hartleyvale Stadium en 1972.
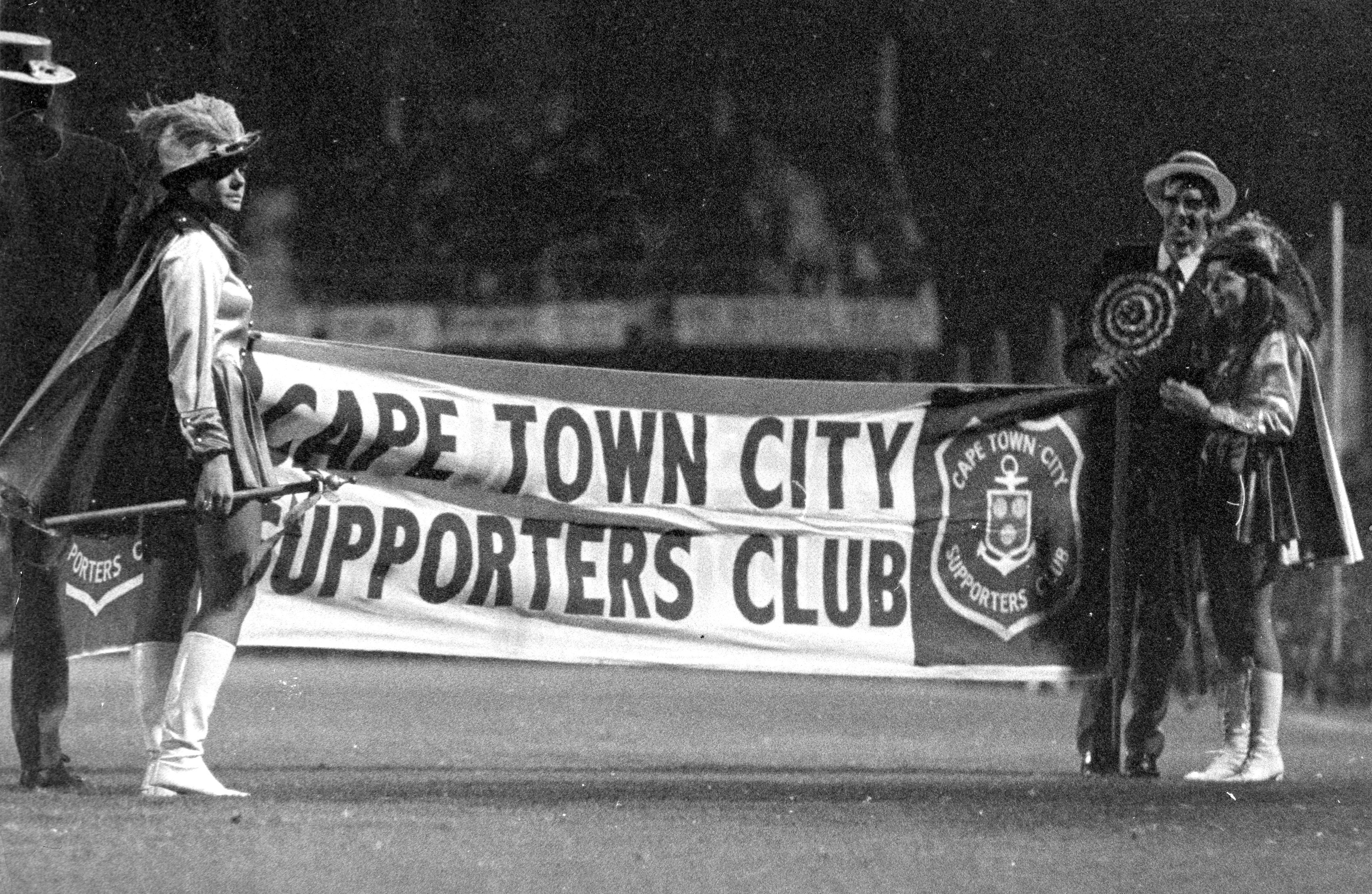
Aficionados del club de local.
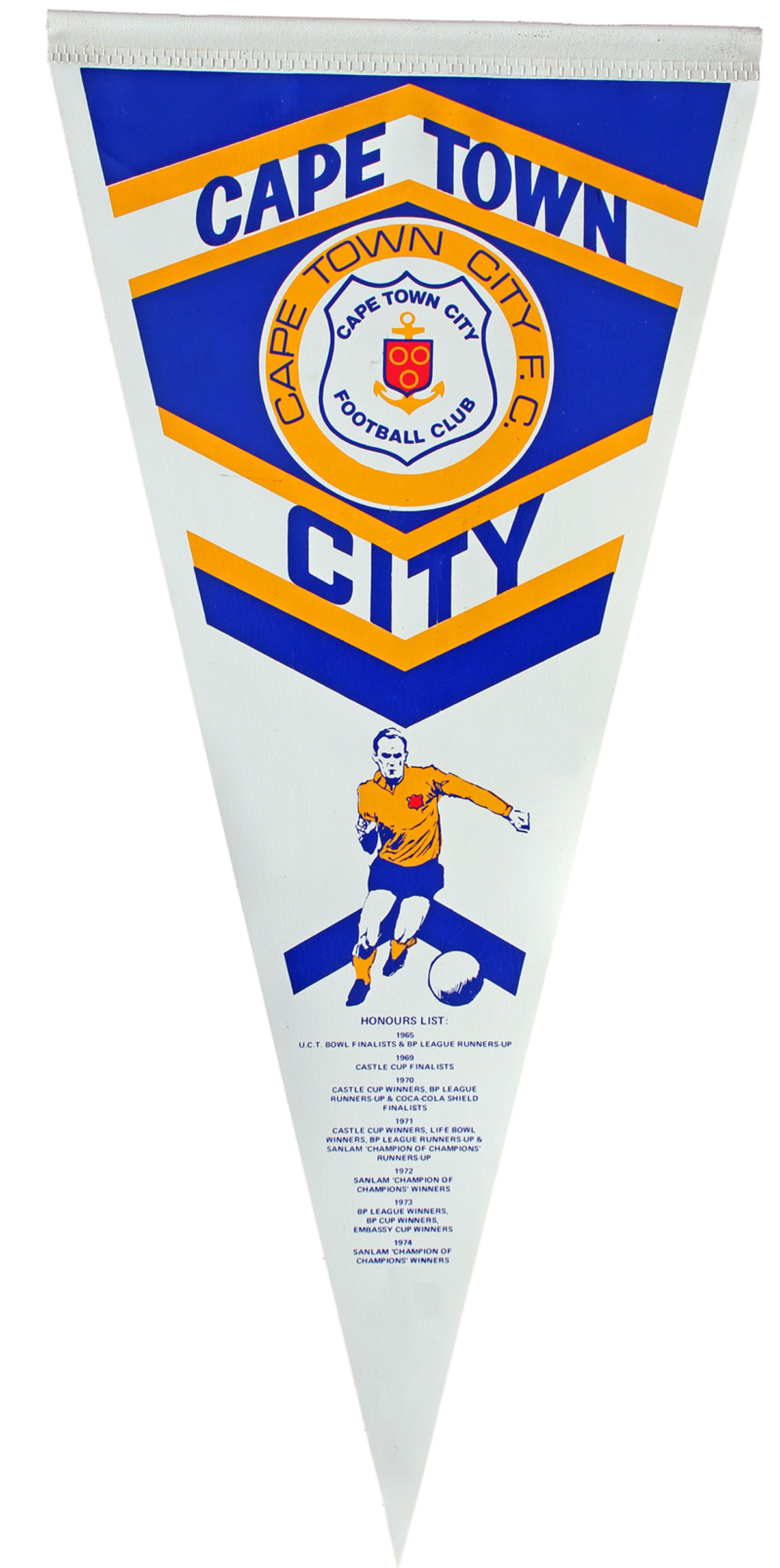
Banderín del equipo.